# Nycklabacken

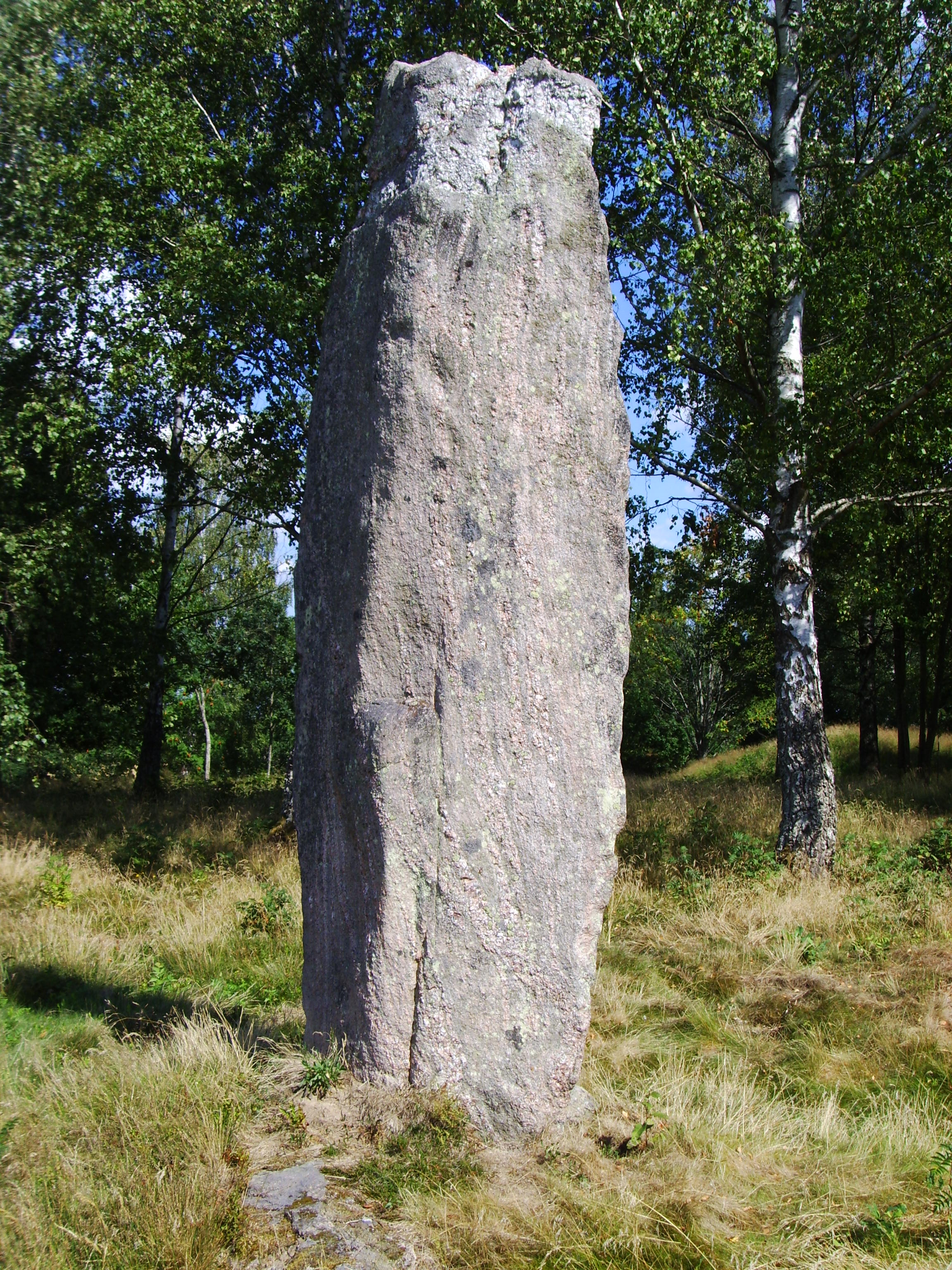
En av de resta stenarna på Nycklabackens gravfält.

Nycklabacken är ett gravfält från järnåldern beläget i Herrljunga kommun i Västergötland. Gravfältet ligger i den nordvästra delen av kommunen, cirka 3 kilometer väster om Herrljunga i Tarsleds socken, på en kulle söder om och nära ån Nossan, nära gränsen till Fölene socken.
Nycklabacken kan nås från väg 181 som går söder om gravfältet från Herrljunga till Vårgårda genom att ta av mot Fölene vid Remmenedal. Från norr nås gravfältet genom att ta av vid Fölene kyrka mot Remmene.
Gravfältet omfattar nära 200 fornlämningar i form av 18 gravhögar, 149 runda stensättningar, en triangulär stensättning, två treuddar, 27 resta stenar och minst två klumpstenar samt en fångstgrop. Den största gravhögen mäter 20 meter i diameter, vilket även är sidmåttet i den största treudden. Den största resta stenen är 3,5 meter hög. En del av de resta stenarna som med tiden fallit omkull restes på nytt av ortsbor år 1907. Vid utgrävning av gravar i området har man funnit brända ben, bränd lera, flinta och bryne.

## Bildgalleri

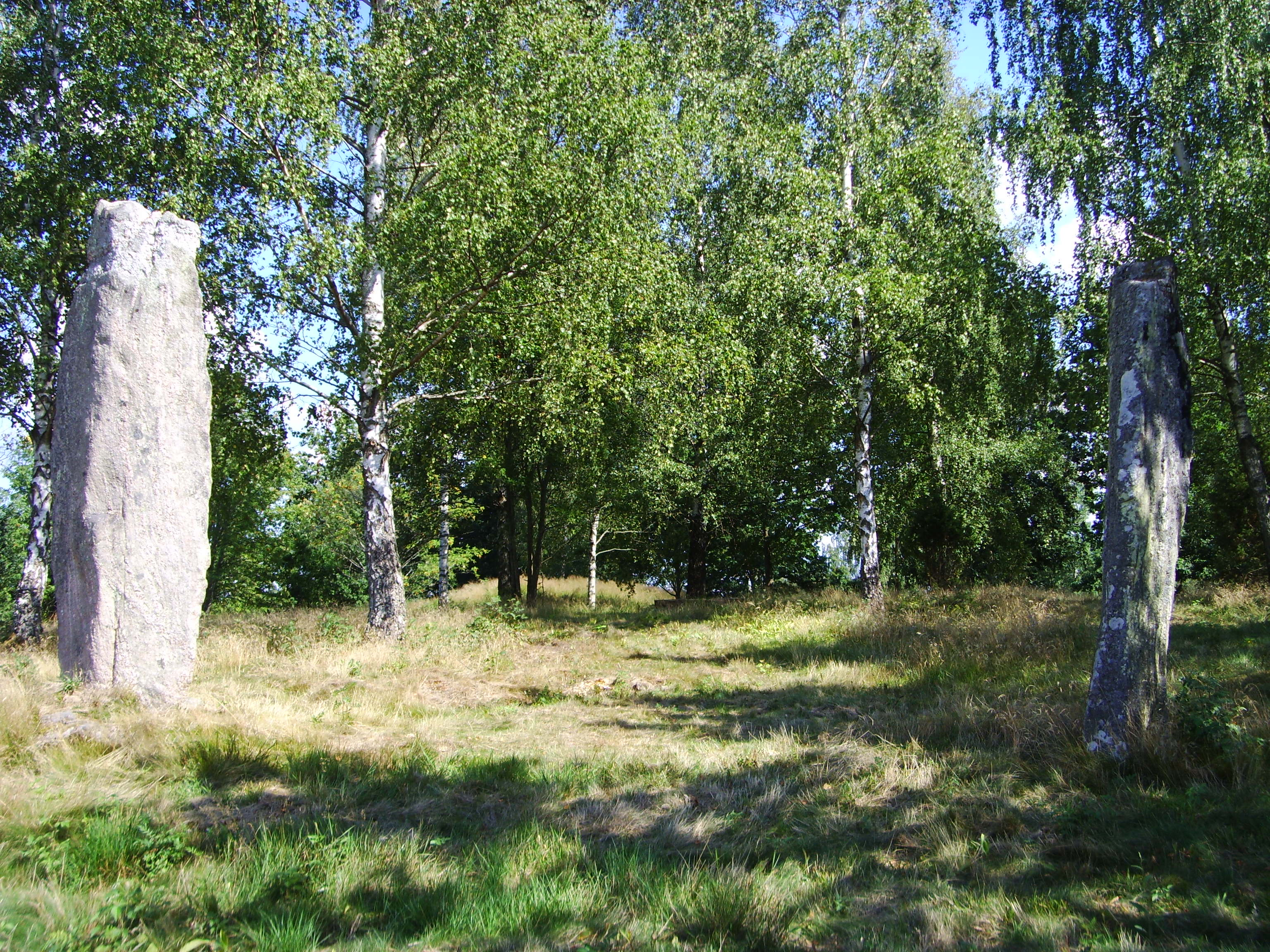
Nycklabackens gravfält.
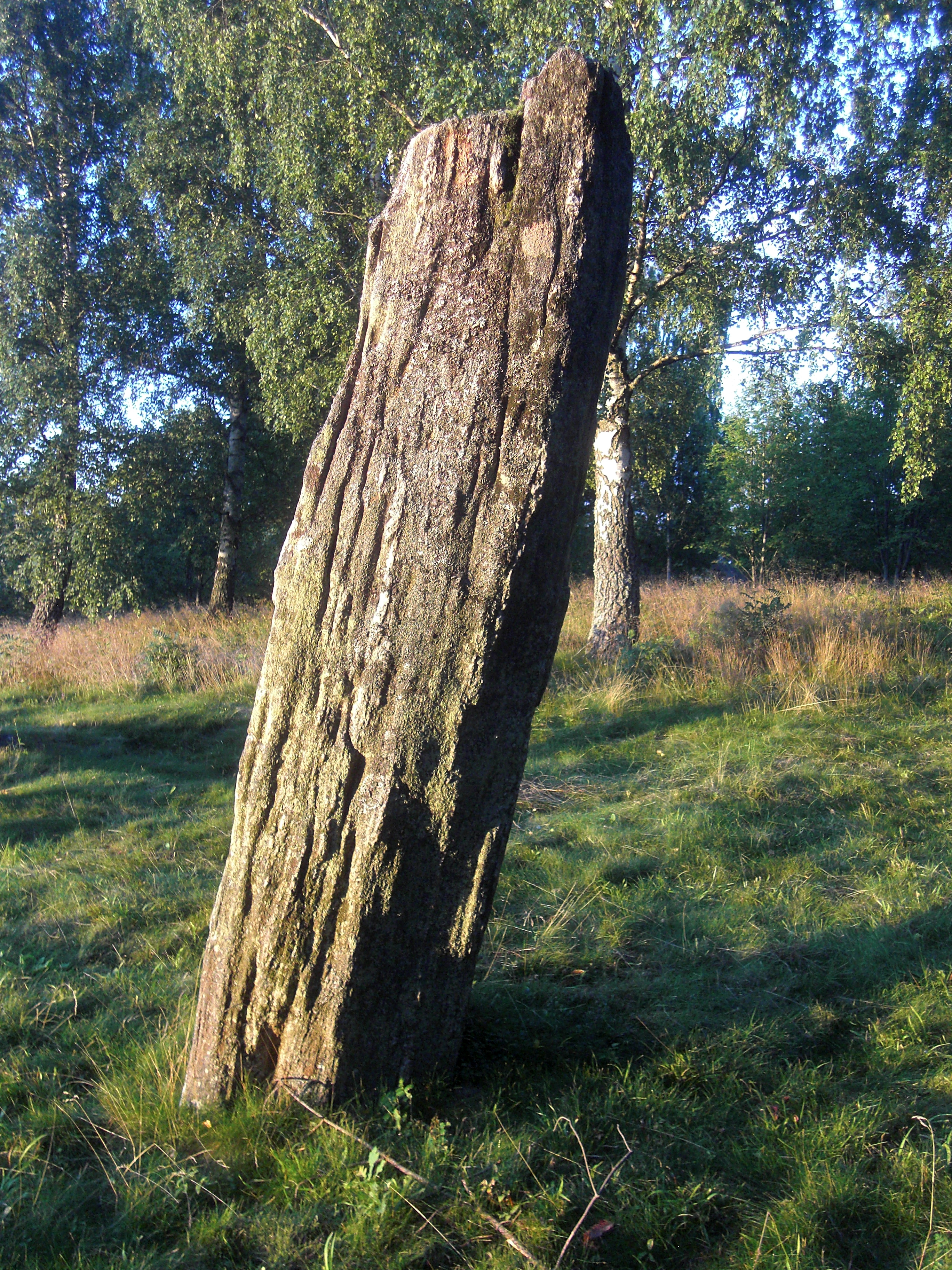
Rest sten.
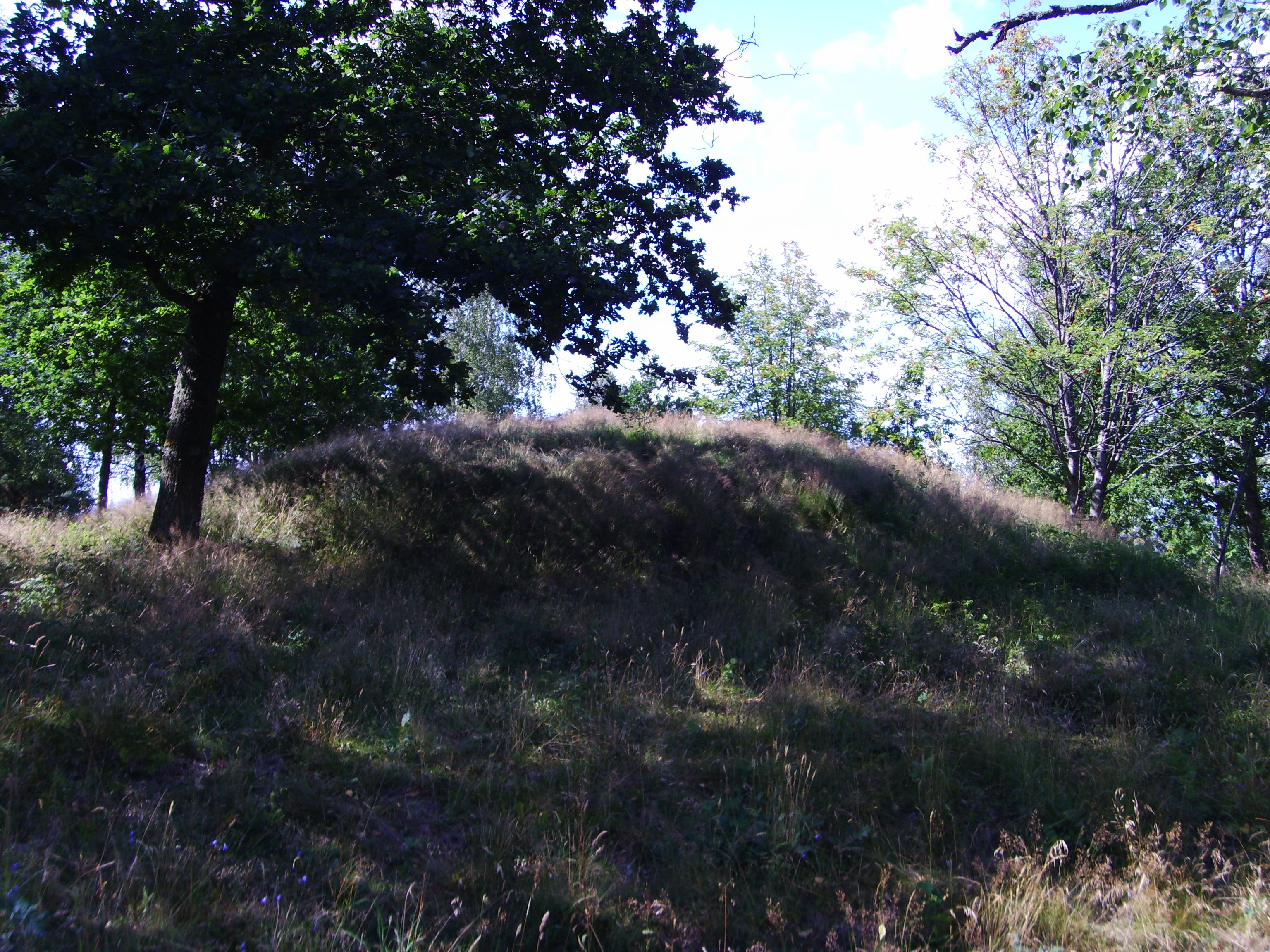
En av gravhögarna.
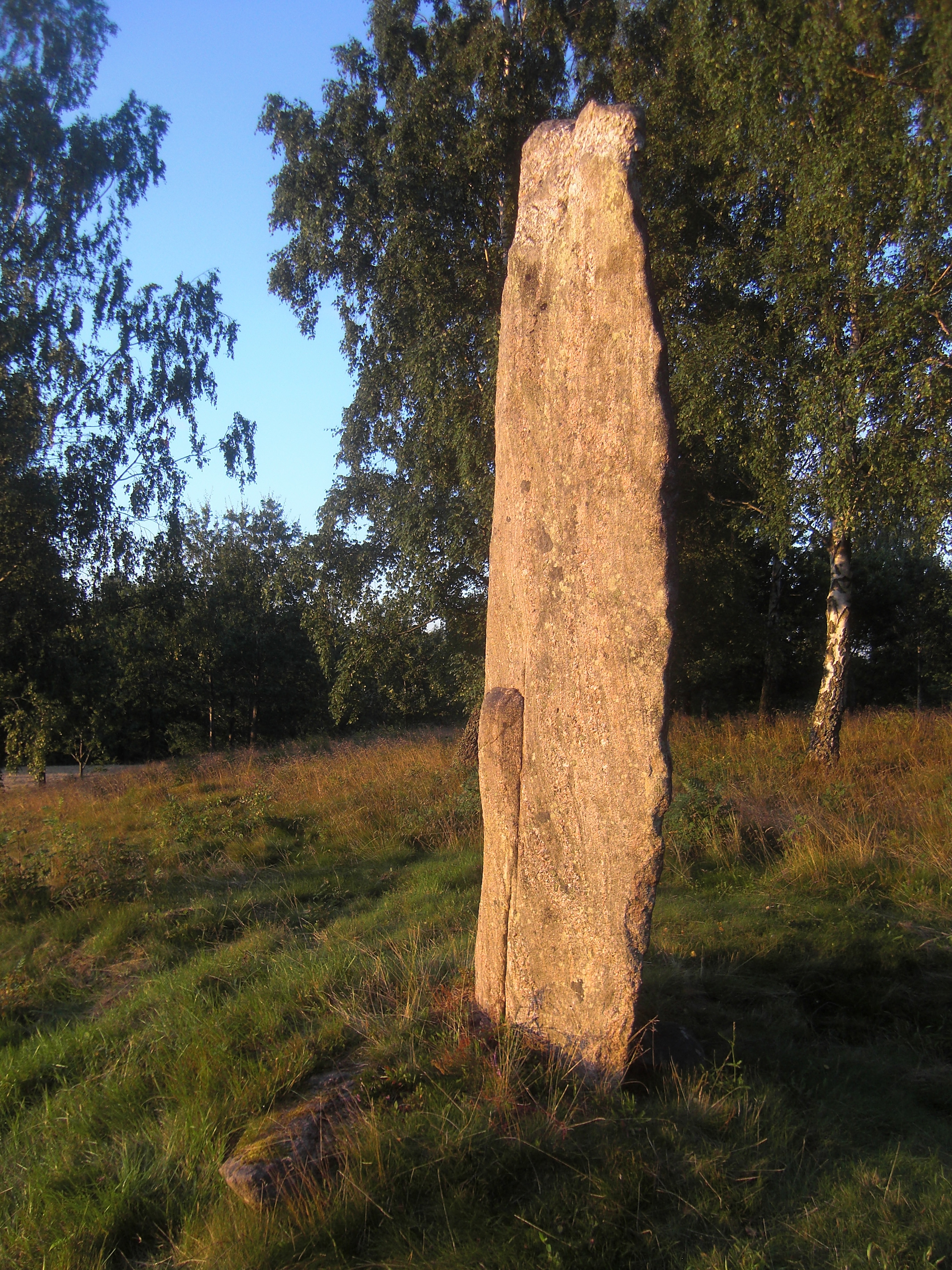
Rest sten.